# Минзу
Минзу (рум. Mânzu) — село у повіті Бузеу в Румунії. Входить до складу комуни Чилібія.
Село розташоване на відстані 102 км на північний схід від Бухареста, 19 км на південний схід від Бузеу, 87 км на південний захід від Галаца, 129 км на південний схід від Брашова.

## Населення
За даними перепису населення 2002 року у селі проживала 271 особа. Усі жителі села рідною мовою назвали румунську.
Національний склад населення села:
| Національність | Кількість осіб | Відсоток |
| -------------- | -------------- | -------- |
| румуни         | 243            | 89,7%    |
| цигани         | 28             | 10,3%    |